# S/2006 S 1
S/2006 S 1 és un satèl·lit irregular retrògrad de Saturn. Fou descobert el 26 de juny de 2006 per l'equip de Scott S. Sheppard, David C. Jewitt, Jan Kleyna, i Brian G. Marsden a partir d'imatges preses entre el 4 de gener i el 30 d'abril del mateix any.

## Característiques
S/2006 S 1 té un diàmetre d'uns 6 quilòmetres i orbita Saturn a una distància mitjana de 18,930 milions de km en 972,407 dies, amb una inclinació de 154,2° a l'eclíptica (175.4° a l'equador de Saturn), amb una excentricitat de 0,1303.

## Denominació
Com que la seva òrbita encara no ha estat determinada amb precisió, el satèl·lit conserva la seva designació provisional que indica que fou el primer satèl·lit descobert al voltant de Saturn l'any 2006.